# Elkarrekin Podemos
Elkarrekin Podemos (cuya traducción en castellano sería "Juntos Podemos"), o simplemente Elkarrekin ("Juntos"), fue una coalición electoral española. Creada inicialmente para las elecciones al Parlamento Vasco de 2016 por Podemos, Ezker Anitza-IU y Equo Berdeak, la coalición fue reeditada por estas formaciones para las elecciones municipales y forales de 2019, y sin Equo Berdeak para las elecciones al Parlamento Vasco de 2020. En las elecciones municipales y forales de 2023 los tres partidos volvieron a concurrir bajo esta marca, sumándose también Alianza Verde. En las elecciones al Parlamento Vasco de 2024 la coalición quedó integrada únicamente por Podemos y Alianza Verde, mientras que los otros partidos se integraron en la coalición Sumar.

## Antecedentes
La coalición electoral Unidos Podemos, formada por Podemos, Izquierda Unida y Equo para concurrir a las elecciones generales de España de 2016, se presentó en las tres circunscripciones del País Vasco con el nombre de Unidos Podemos/Elkarrekin Ahal Dugu. En dichos comicios, consiguió ser la fuerza más votada en las tres circunscripciones, imponiéndose también en número de escaños.

## Elecciones al Parlamento Vasco de 2016
En abril de 2016, en paralelo a la campaña de las elecciones generales y ante la previsión de la convocatoria de elecciones al Parlamento Vasco en otoño del mismo año, los partidos vascos comienzan a preparar sus candidaturas sin que exista en ese momento ningún acuerdo de unidad. Podemos, tras varios meses de rumores, propone como cabeza de lista a Garbiñe Biurrun, reconocida magistrada del Tribunal Superior de Justicia del País Vasco, pero ésta termina rechazando la oferta. Por otro lado, desde Ezker Anitza se apuesta por impulsar las conversaciones tanto con Podemos como con Equo Berdeak con el objetivo de conseguir una unidad electoral a nivel autonómico aprovechando la candidatura unitaria a nivel estatal.
En julio de 2016, Podemos anuncia que su candidata a lehendakari sería Pili Zabala, hermana del militante de ETA asesinado por los GAL Joxi Zabala. Finalmente, en agosto se anuncia un acuerdo electoral entre Ezker Anitza y Podemos al que se sumaría Equo Berdeak, mediante el cual la candidata de Podemos sería la candidata a lehendakari de la coalición. La denominación escogida por las formaciones es Elkarrekin Podemos, uniendo euskera y castellano como símbolo de la riqueza lingüística, y su sigla electoral fue PODEMOS-AHAL DUGU / EZKER ANITZA-IZQUIERDA UNIDA / EQUO BERDEAK.
De acuerdo a la documentación presentada y registrada ante la Junta Electoral Central, los partidos políticos que constituyeron la coalición fueron los siguientes:
| Partidos | Partidos | Partidos | Partidos        |
| -------- | -------- | -------- | --------------- |
|          |          |          | Podemos         |
|          |          |          | Ezker Anitza-IU |
|          |          |          | Equo Berdeak    |

Tras los comicios, Pili Zabala pasó a ocupar la presidencia del grupo parlamentario, formado por 11 diputados —8 de Podemos, 2 de Ezker Anitza-IU y 1 de Equo Berdeak—. La portavocía del grupo estaría compartida por Lander Martínez, de Podemos Euskadi, y Jon Hernández, de Ezker Anitza-IU.

## Elecciones municipales y forales de 2019
En 2019, la coalición se repitió a nivel foral y también a nivel municipal en la mayoría de localidades donde se presentaron las distintas formaciones. En algunos municipios, Ezker Anitza-IU y Equo Berdeak ya venían trabajando conjuntamente bajo la marca Irabazi, que desapareció tras estos comicios para ser reemplazada por la nueva coalición.

## Elecciones al Parlamento Vasco de 2020
De cara a las elecciones al Parlamento Vasco de 2020, si bien la intención de las distintas formaciones era repetir la fórmula con los mismos actores, Equo Berdeak fue vetado por la dirección estatal de Podemos al haber abandonado Unidas Podemos a nivel estatal de cara a la repetición electoral de las generales de noviembre de 2019 (elecciones en las que se presentaron en coalición con Más País). Aunque la formación ecologista mantenía buenas relaciones con el resto de actores vascos y reafirmó su compromiso con los grupos municipales y forales de Elkarrekin Podemos constituidos el año anterior, no se logró que la dirección estatal de Podemos levantara su veto.
La nueva coalición pasa a denominarse Elkarrekin Podemos - IU y la sigla electoral PODEMOS-AHAL DUGU / EZKER ANITZA-IU.
De acuerdo a la documentación presentada y registrada ante la Junta Electoral Central, los partidos políticos que constituyeron la coalición fueron los siguientes:
| Partidos | Partidos | Partidos  | Partidos        |
| -------- | -------- | --------- | --------------- |
|          |          | sin marco | Podemos         |
|          |          |           | Ezker Anitza-IU |

## Elecciones municipales y forales de 2023
A raíz de la ruptura a nivel estatal entre EQUO y Unidas Podemos, el diputado alavés Juan López de Uralde había fundado Alianza Verde con la voluntad de mantener una fuerza verde como referencia dentro de Unidas Podemos, y fue incorporada a la coalición autonómica, que adoptó el nombre de Elkarrekin Podemos - Ezker Anitza/IU - Berdeak Equo - Alianza Verde y la sigla electoral PODEMOS / EZKER ANITZA-IU / BERDEAK EQUO / ALIANZA VERDE.
| Partidos | Partidos | Partidos  | Partidos        |
| -------- | -------- | --------- | --------------- |
|          |          | sin marco | Podemos         |
|          |          |           | Ezker Anitza-IU |
|          |          |           | Berdeak Equo    |
|          |          |           | Alianza Verde   |

## Elecciones al Parlamento Vasco de 2024
En 2023 se forma la coalición Sumar con el Movimiento Sumar como partido principal, liderado por la vicepresidenta del Gobierno Yolanda Díaz a nivel estatal y por el exsecretario de Podemos Euskadi Lander Martínez a nivel autonómico. Los distintos partidos que forman parte de Elkarrekin Podemos formaron parte de la coalición Sumar en las elecciones generales de 2023, si bien Podemos rompió abruptamente con el resto de formaciones en noviembre del mismo año. Como resultado, las negociaciones para repetir la coalición de Elkarrekin Podemos en las elecciones al Parlamento Vasco de 2024 y la incorporación de Sumar Mugimendua a la misma se vieron afectadas, aunque Podemos, Ezker Anitza-IU y Berdeak Equo afirmaron querer mantener las coaliciones existentes a nivel municipal y foral, independientemente de que finalmente se llegase a un acuerdo o no para establecer una única candidatura.
Podemos anunció que presentaba su candidatura, a la espera de incorporar a Alianza Verde en una nueva coalición electoral, liderada por la parlamentaria y portavoz de la formación Miren Gorrotxategi. Por su parte Ezker Anitza-IU, Berdeak Equo y Sumar Mugimendua anunciaron que concurrirían en la coalición Sumar Euskadi, con Alba García como candidata a lehendakari.
Tras el fracaso en las elecciones al Parlamento de Galicia de 2024 de este espacio político y la no consecución de representación de Sumar ni Podemos, Miren Gorrotxategi se ofreció a renunciar a su candidatura para facilitar un acuerdo amplio. Sin embargo, desde Sumar Mugimendua rechazaron cualquier tipo de acuerdo con Podemos.
Finalmente, Elkarrekin Podemos se presentó como Elkarrekin Podemos-Alianza Verde y la sigla electoral PODEMOS-AHAL DUGU - ALIANZA VERDE. Aunque sin formar parte de la candidatura, también recibió el apoyo externo de Recortes Cero.
| Partidos | Partidos | Partidos | Partidos      |
| -------- | -------- | -------- | ------------- |
|          |          |          | Podemos       |
|          |          |          | Alianza Verde |

## Resultados

### Parlamento Vasco
En 2016 la coalición logró un total de once parlamentarios, lo que les convirtió en la tercera fuerza con más representación en el Parlamento Vasco, por detrás del Partido Nacionalista Vasco y Euskal Herria Bildu, y por delante del Partido Socialista de Euskadi y el Partido Popular. De esos once representantes dos eran miembros de Ezker Anitza, uno de Equo Berdeak y los ocho restantes de Podemos. En 2020 su representación en la cámara vasca bajó a seis parlamentarios, cuatro de Podemos y los otros dos de Ezker Anitza. En 2024 no obtuvo ningún escaño.
| Comicios | Logotipo | Integrantes                          | Cabeza de lista | Cabeza de lista    | Votos   | %     | Posición | Escaños |
| -------- | -------- | ------------------------------------ | --------------- | ------------------ | ------- | ----- | -------- | ------- |
| 2016     |          | Podemos Ezker Anitza-IU Equo Berdeak |                 | Pilar Zabala       | 157 334 | 14,86 | 3.º      | 11/75   |
| 2020     |          | Podemos Ezker Anitza-IU              |                 | Miren Gorrotxategi | 71 759  | 8,03  | 4.º      | 6/75    |
| 2024     |          | Podemos Alianza Verde                |                 | Miren Gorrotxategi | 23 679  | 2,25  | 6.º      | 0/75    |

### Juntas Generales
| Comicios | Logotipo | Integrantes                                        | Votos   | %     | Posición | Álava | Guipúzcoa | Vizcaya |
| -------- | -------- | -------------------------------------------------- | ------- | ----- | -------- | ----- | --------- | ------- |
| 2019     |          | Podemos Ezker Anitza-IU Equo Berdeak               | 111 315 | 10,00 | 4.º      | 4/51  | 4/51      | 6/51    |
| 2023     |          | Podemos Ezker Anitza-IU Berdeak Equo Alianza Verde | 70 336  | 7,10  | 5.º      | 3/51  | 2/51      | 2/51    |